# フェルナンド・デ・アウストリア (1571-1578)

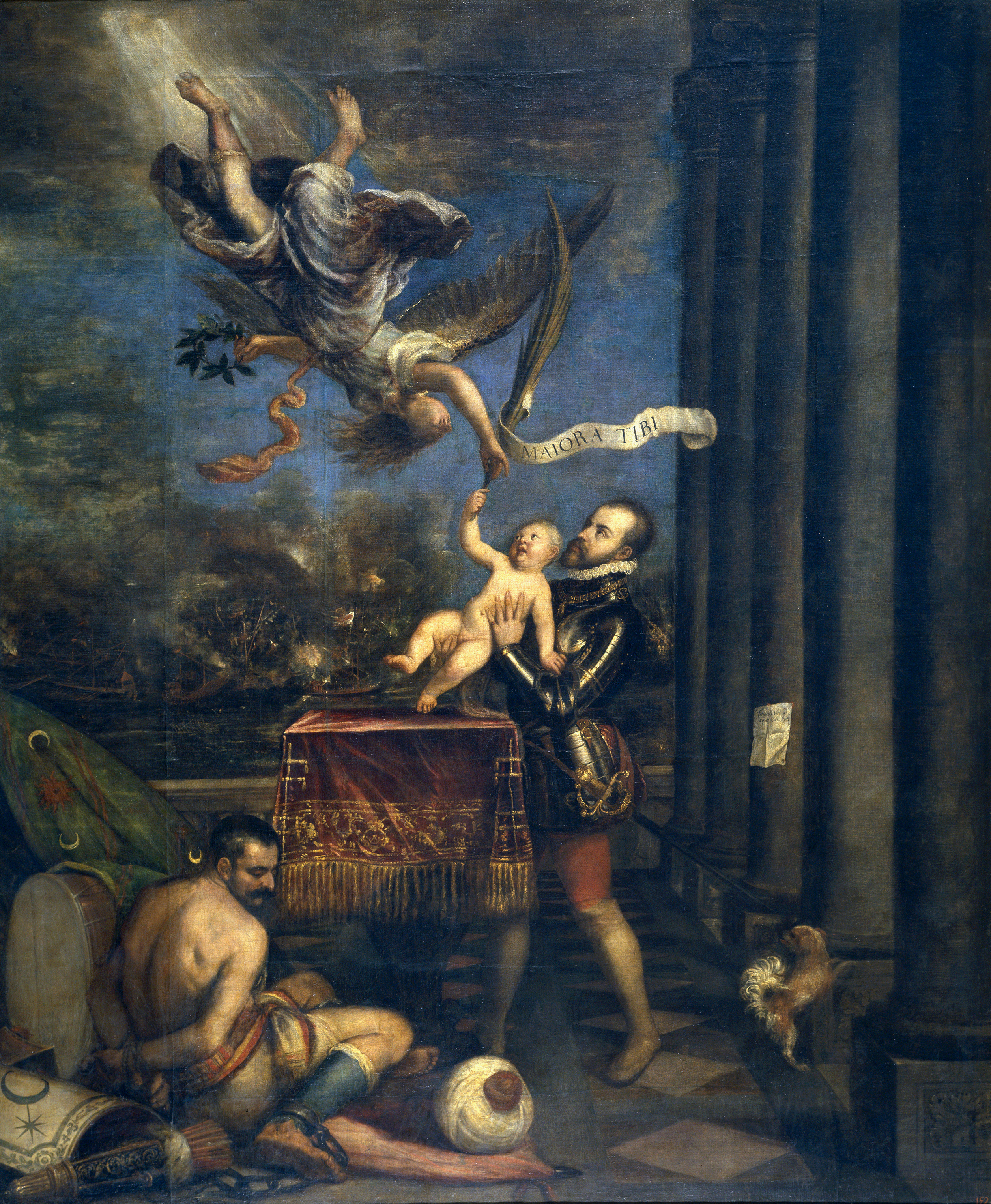
レパントの海戦での勝利後、海戦直後に生まれたフェルナンド王子を天に捧げるフェリペ2世。王の足元にはトルコ人の捕虜がいる。ティツィアーノ画

フェルナンド・デ・アウストリア（Fernando de Austria, 1571年12月4日 - 1578年10月18日）は、スペイン王フェリペ2世の次男。アストゥリアス公。

## 生涯
フェリペ2世とその4番目の妻で神聖ローマ皇帝マクシミリアン2世の娘であるアナの間の第1子、長男として生まれた。父にとっては2番目の息子である。誕生と同時に王位継承者とされ、王子の誕生を祝ってスペイン本国および東西インド植民地の多くの囚人に恩赦が言い渡された。異母兄のカルロスは1568年に死去しており、後継者の不在に悩まされていたスペイン王室にとっては待望の王子だった。
フェリペ2世は1571年10月7日に起きたレパントの海戦で勝利を収めており、そのわずか2カ月後の世継ぎの生誕を神の恩寵の証しだと考えて、その誕生に狂喜した。王はティツィアーノに対し、宮廷画家アロンソ・サンチェス・コエリョの原案を基にした、海戦の勝利と王子の誕生を結びつけて描く寓意画の制作を依頼した。寓意画の中に登場する天使はフェリペ父子に向けて「恩寵が汝らに注ぐであろう（MAIORA TIBI）」と書かれたリボンを示している。この絵は完成後、マドリード王宮に飾られた『カール5世騎馬像』の隣に掲げられた。
フェルナンドは父王によって非常に注意深く大切に育てられた。王子の傅育係にはフエンサリダ伯爵（Conde de Fuensalida）が任命された。フェルナンドは1573年5月31日、議会によって正式にアストゥリアス公として認められ、サン・ヘロニモ・エル・レアル教会（San Jerónimo el Real）において王子に対する宣誓の儀式が行われた 。
フェルナンドは1575年の夏にガラパガルに滞在中、赤痢に倒れた。一旦は回復したものの3年後に赤痢が再発し、7歳の誕生日を迎える直前に亡くなった。遺骸はエル・エスコリアル修道院の王子廟（Panteón de Infantes）に葬られた。